# Ruth Beutler
Ruth Beutler (* 16. Juli 1897 in Chemnitz; † 22. Oktober 1959 in München) war eine deutsche Zoologin. In ihrer wissenschaftlichen Tätigkeit widmete sie sich besonders der Erforschung der Europäischen Honigbiene (Apis mellifera).

## Leben und Wirken
Beutler wurde 1897 in Chemnitz als Tochter des Rechtsanwalts, Notars und Politikers Moritz Beutler geboren, der im Nebenberuf einen größeren landwirtschaftlichen Betrieb leitete und zum Mustergut umgestaltete. Ihr Onkel war der Dresdner Oberbürgermeister Otto Beutler. Sie war von 1918 bis 1933 Mitglied der Deutschnationalen Volkspartei. Nach dem Abitur widmete sie sich zunächst der Landwirtschaft und Gärtnerei. Angesichts ihrer angeschlagenen gesundheitlichen Konstitution nahm sie ein Studium der Naturwissenschaften (insbesondere Zoologie) auf. 1923 promovierte sie mit einer Dissertation über „Experimentelle Untersuchungen über die Verdauung bei Hydra“, die sie an der Ludwig-Maximilians-Universität München begonnen hatte und an der Universität Rostock abschloss. Ihre Arbeit über die Süßwasserpolypen lieferten damals wichtige Einsichten in die vergleichende Physiologie der Ernährung.
Anschließend erweiterte sie ihre Kenntnisse auf dem Gebiet der Physiologischen Chemie am physiologisch-chemischen Institut der Universität Leipzig. Nach Studienaufenthalten an verschiedenen Meeresstationen kehrte sie 1925 an das Zoologische Institut der Universität München zurück. Obwohl sie am 19. Februar 1930 (als zweite Frau an der Universität München überhaupt) habilitiert wurde, konnte sie bis 1932 am Zoologischen Institut – obwohl überqualifiziert – nur als Laborantin beschäftigt werden. Erst 1932 erfolgte die Zuerkennung einer wissenschaftlichen Assistentenstelle. Am 22. Januar 1937 wurde ihr schließlich der Professorentitel zuerkannt.
Ihre wissenschaftliche Arbeit konzentrierte sich auf den physiologisch-chemischen Bereich. Grundlegend war ihre Habilitationsschrift „Biologisch-chemische Untersuchungen am Nektar von Immenblumen“. Zwar war bereits seit langem bekannt, dass der Blütensaft für die Anlockung der Bienen von größter Bedeutung ist. Allerdings war wenig Zuverlässiges über seine Zusammensetzung, seine Konzentration und die Bedingungen seines Ausscheidens bekannt. Sie stieß mit ihrer Arbeit eine Reihe von internationalen Forschungsarbeiten an, die zu einer Untersuchung der Nektarproduktion unter verschiedenen klimatischen Bedingungen führte. Ihre Forschungen „Über den Blutzucker der Biene (Apis mellifica)“ folgte der Einsicht, dass in diesem Gebiet aus vergleichend-physiologischer Sicht wenig Zusammenhängendes bekannt war. Daran schloss sich ihre Arbeit „Vergleichende Betrachtungen über den Zuckergehalt des menschlichen und tierischen Blutes“ an.
Nach dem Zweiten Weltkrieg erwarb sie am Ammersee ein Grundstück, auf dem sie ein kleines Haus errichtete. Der Garten blieb für sie eine stete Quelle der Inspiration für ihre zoologischen Forschungen.
Nachdem der Leiter des Zoologischen Instituts Karl von Frisch 1947 einen Ruf an die Universität Graz angekommen hatte, wurde sie mit der kommissarischen Leitung des Instituts betraut. Bleibende Verdienste erwarb sie sich, als sie die weitgehend von Bomben zerstörten Institutsräume vor den Zugriffen der Münchner Chemiker schützte und sich energisch für den Wiederaufbau des Institutsgebäudes einsetzte. Als Frisch 1950 nach München zurückkehrte, wurde ihr nur eine Konservatorenstelle zugestanden. Ruth Beutler verstarb 1959 in München.

## Ehrungen
In München in der Messestadt Riem ist 2004 die Ruth-Beutler-Straße nach ihr benannt worden.

## Ausgesuchte Werke
- Experimentelle Untersuchungen über die Verdauung bei Hydra, in: Zeitschrift für vergleichende Physiologie, Bd. 1, H. 1 (März), 1924, S. 1–56, zugl. Diss. Univ. Rostock, 1923.
- Beobachtungen an gefütterten Hydroidpolypen, in: Zeitschrift für vergleichende Physiologie, Bd. 3, H. 6 (November), 1926, S. 737–775.
- Biologisch-chemische Untersuchungen am Nektar von Immenblumen, in: Zeitschrift für vergleichende Physiologie, Bd. 12, H. 1 (März), 1930, S. 72–176.
- Über den Blutzucker der Biene (Apis mellifica), in: Zeitschrift für vergleichende Physiologie, Bd. 24, H. 1 (Januar), 1936, S. 71–115.
- Vergleichende Betrachtungen über den Zuckergehalt des menschlichen und tierischen Blutes, in: Ergebnisse der Biologie, Bd. 17, 1939, S. 1–104.
- zusammen mit Schöntag, Adele: Über die Nektarabscheidung einiger Nutzpflanzen, in: Zeitschrift für vergleichende Physiologie, Bd. 28, H. 3 (Januar), 1940, S. 254–285.
- zusammen mit Opfinger, Elisabeth: Pollenernährung und Nosemabefall der Honigbiene (Apis Mellifica), in: Zeitschrift für vergleichende Physiologie, Bd. 32, H. 5 (September), 1950, S. 383–421.
- Über die Flugweite der Bienen, in: Zeitschrift für vergleichende Physiologie, Bd. 36, H. 3 (Mai), 1954, S. 266–289.